# Stazione di Bernau-Friedenstal
La stazione di Bernau-Friedenstal serve la città di Bernau bei Berlin e si trova a circa 1,5 km., in linea d'aria, dal centro della città. La stazione è servita dalla linea S2 della S-Bahn di Berlino.

## Storia
Già dal 1921, uno studio sulla linea Berlino-Stettino prevedeva la costruzione di una stazione tra quelle di Zepernick e di Bernau, ma la stazione venne poi costruita soltanto nel 1997.